# Igreja de São Fins de Friestas

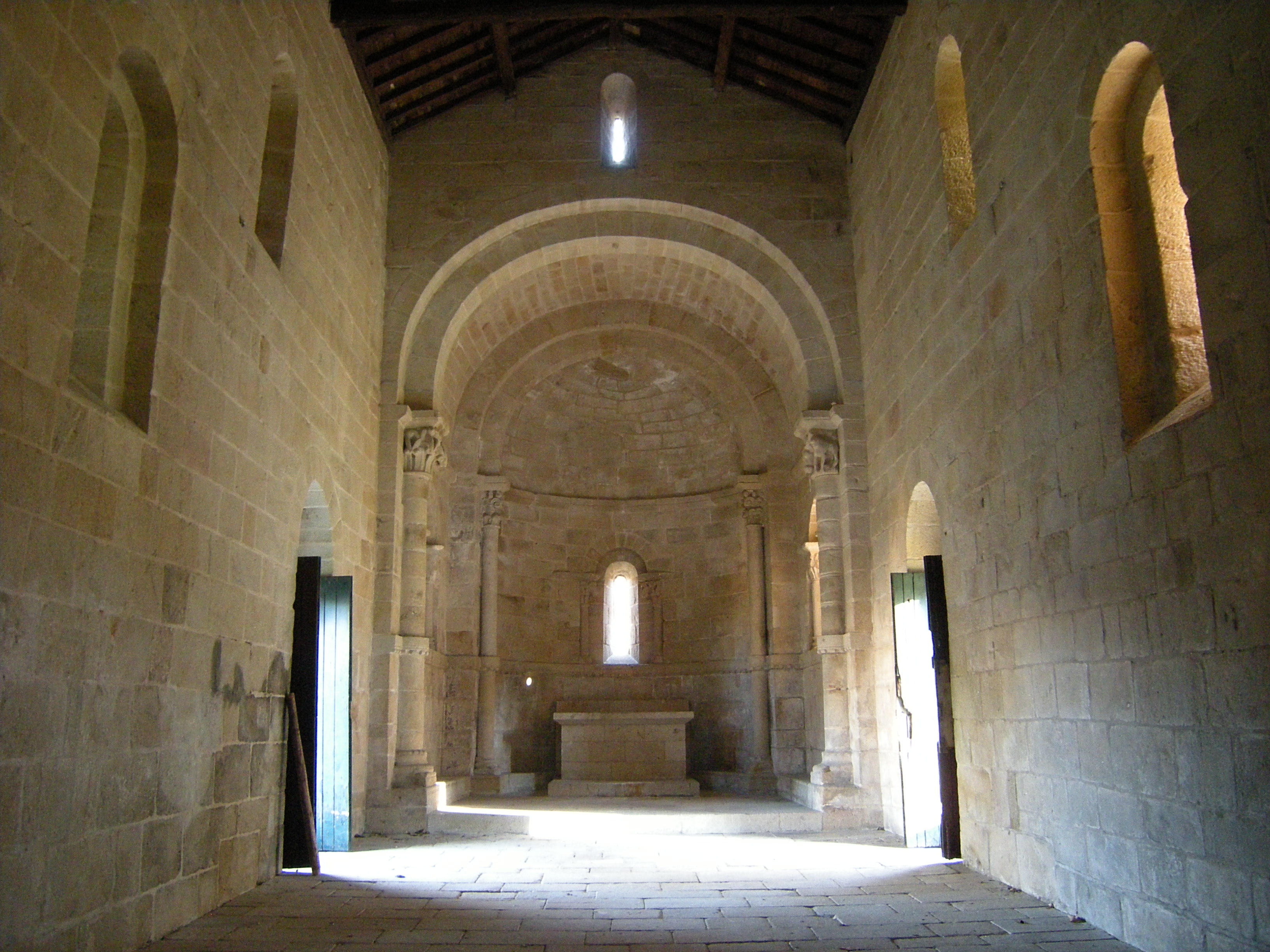
Interior

A Igreja de São Fins de Friestas, também designada Mosteiro de São Fins de Friestas, localiza-se na freguesia de Friestas, município de Valença, Portugal.
A igreja românica, de uma só nave, data do século XII e fazia parte um mosteiro da Ordem Beneditina (ou segundo o investigador Manuel Luís Real dos Cónegos Regrantes de Santo Agostinho).
Apresenta uma cabeceira redonda com os cachorros esculpidos com motivos fitomórficos e zoomórficos em gárgulas.
Está classificada como monumento nacional desde 1910.

## Programa Revive
Em 2016 o mosteiro anexo à igreja integrou o programa ‘Revive’, projeto do Estado português que prevê a abertura do património ao investimento privado para o desenvolvimento de projetos turísticos.
A área a afetar a uso turístico é a totalidade das edificações, com exceção da Igreja.
O modelo jurídico é o de concessão.